# اچ‌ام‌اس رادرفورد (کی۵۵۸)
اچ‌ام‌اس رادرفورد (کی۵۵۸) (به انگلیسی: HMS Rutherford (K558)) یک کشتی بود که طول آن ۳۰۶ فوت (۹۳ متر) بود. این کشتی در سال ۱۹۴۳ ساخته شد.